# Limosina kaszabi
Limosina kaszabi är en tvåvingeart som beskrevs av Papp 1973. Limosina kaszabi ingår i släktet Limosina och familjen hoppflugor.
Artens utbredningsområde är Mongoliet. Inga underarter finns listade i Catalogue of Life.